# Bismarckstraße 36 (Bad Kissingen)

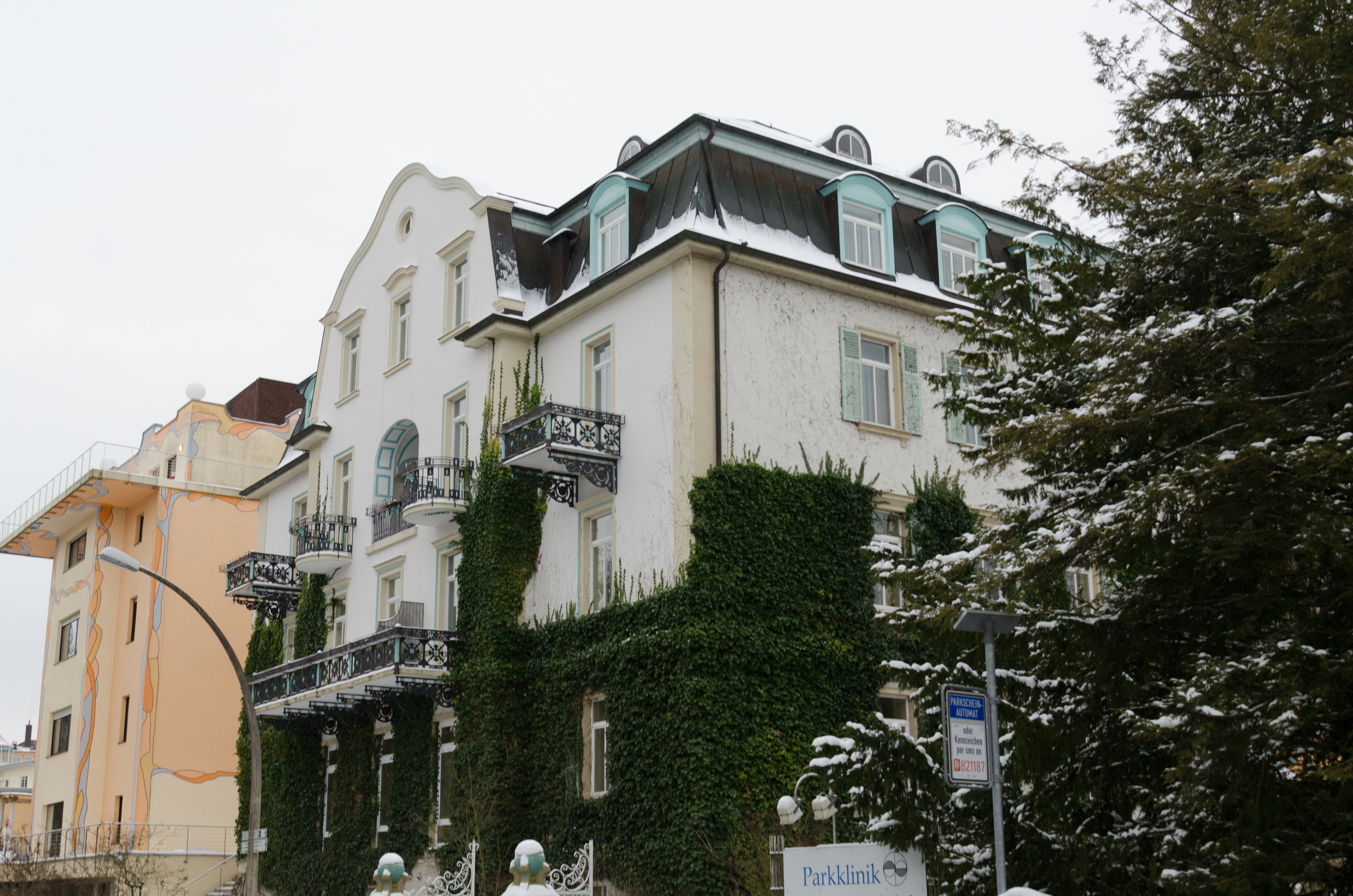
Bismarckstraße 36 in Bad Kissingen (ehemaliges Kurhotel)

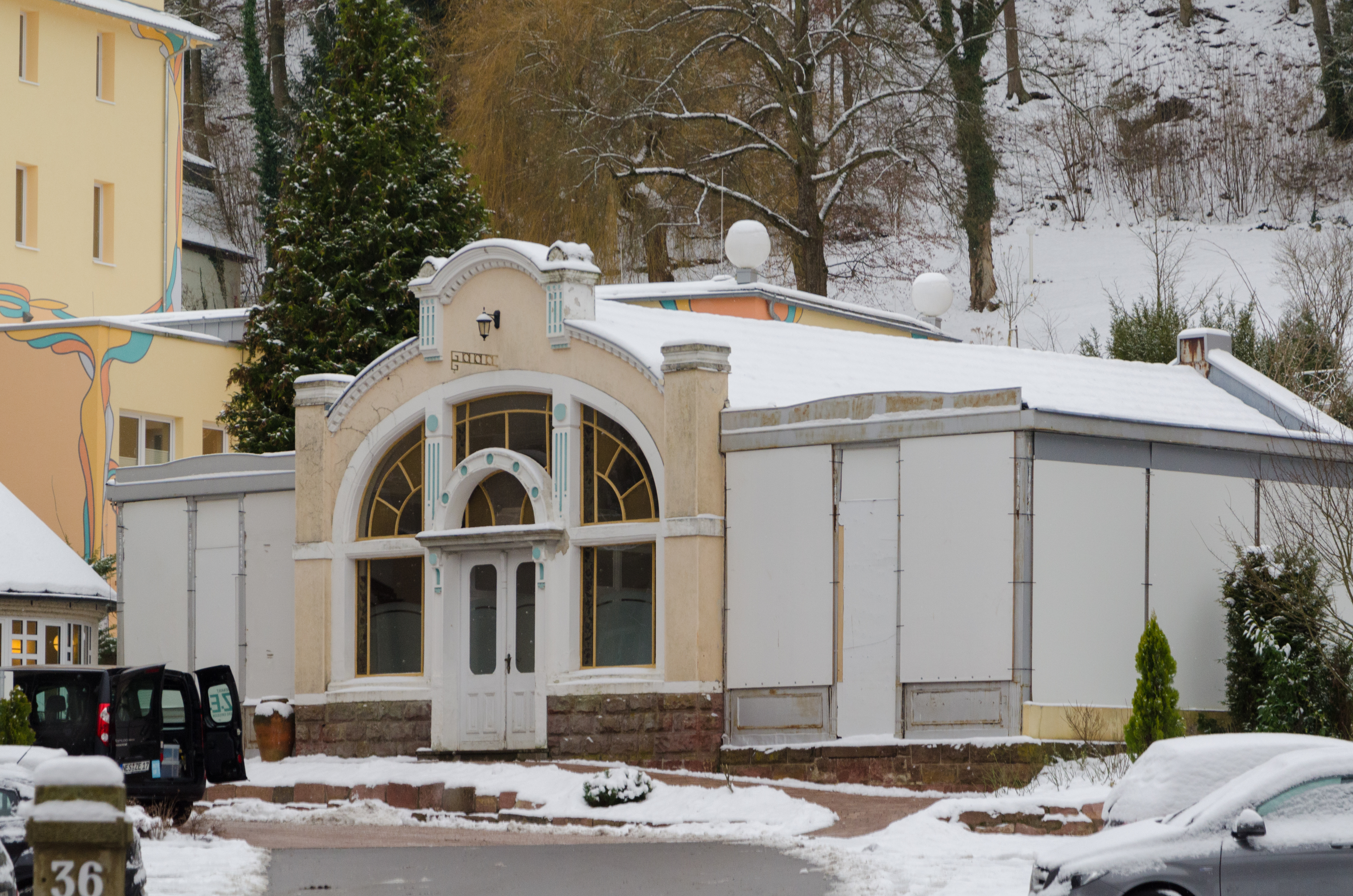
Gartenhaus

Das Anwesen Bismarckstraße 36 in der Bismarckstraße in Bad Kissingen, der Großen Kreisstadt des unterfränkischen Landkreises Bad Kissingen, gehört zu den Bad Kissinger Baudenkmälern und ist unter der Nummer D-6-72-114-279 in der Bayerischen Denkmalliste registriert.

## Geschichte

### Ehemaliges Kurhotel
Das ehemalige Kurhotel wurde unter Verwendung des um 1870 entstandenen Vorgängerbaus im Jahr 1909 vom Bad Kissinger Architekten Carl Krampf im Jugendstil errichtet. Bei dem Gebäude handelt es sich um einen dreigeschossigen Mansardwalmdachbau mit geschwungenem Mittelgiebel. Es gehört zu mehreren Bad Kissinger Bauten wie beispielsweise Kurhausstraße 11a, Menzelstraße 19 und Theresienstraße 12, die aus einem ursprünglichen Neurenaissance-Bauwerk in ein Bauwerk des Jugendstils umgewandelt wurden.
Das Anwesen verfügt über einen rückwärtigen Flügel, der im Jahr 1886 unter Architekt Joseph Gleißner entstand. Zum Anwesen gehört ferner eine wohl um 1900 entstandene Einfriedung aus Pfeiler und Gusseisen.

### Gartenhaus
Das zum ehemaligen Kurhotel gehörende Gartenhaus wurde um das Jahr 1910 ebenfalls von Carl Krampf im Jugendstil errichtet. Bei dem Gebäude handelt es sich um eine eingeschossige Eisen-Glas-Konstruktion mit Mittelrisalit. Im Gegensatz zum ehemaligen Kurhotelbau handelt es sich beim Gartenhaus um originalen Jugendstil.